# Stephanie Rehe
Stephanie Rehe (née le 5 novembre 1969 à Fontana, Californie) est une joueuse de tennis américaine, professionnelle d'août 1985 à 1993.

## Carrière tennistique
Classée numéro un mondiale des moins de douze, quatorze, seize et dix-huit ans, Stephanie Rehe est promise à un brillant avenir. À treize ans, elle est la plus jeune joueuse à entrer dans le classement WTA, mieux que Steffi Graf. Elle est élue « espoir de l'année » en 1986 par les journalistes américains de Tennis Magazine.
Ses premiers résultats ne sont toutefois pas à la hauteur des attentes si tôt placées en elle. Bien que gagnant cinq tournois mineurs entre 1985 et 1988, ses performances en Grand Chelem restent modestes (trois huitièmes de finale).
Une blessure au dos l'empêche de jouer toute l'année 1989. À son retour à la compétition, elle peine à enchaîner les victoires, signant ses résultats les plus significatifs dans les épreuves de double dames.
Elle prend sa retraite sportive prématurément, au printemps 1993, dans sa 23e année.
Pendant sa carrière, Stephanie Rehe a gagné sept titres WTA, dont deux en double.

## Palmarès

### Titres en simple dames
| No | Date       | Nom et lieu du tournoi                     | Catégorie | Dotation  | Surface         | Finaliste         | Score         |          |
| -- | ---------- | ------------------------------------------ | --------- | --------- | --------------- | ----------------- | ------------- | -------- |
| 1  | 09/09/1985 | Virginia Slims of Utah, Salt Lake City     |           | 75 000 $  | Dur (ext.)      | Camille Benjamin  | 6-2, 6-4      | Parcours |
| 2  | 04/11/1985 | Florida Federal Open, Tampa                |           | 150 000 $ | Dur (ext.)      | Gabriela Sabatini | 6-4, 6-7, 7-5 | Parcours |
| 3  | 12/10/1987 | Honda Classic, San Juan                    |           | 75 000 $  | Dur (ext.)      | Camille Benjamin  | 7-5, 7-6      | Parcours |
| 4  | 18/04/1988 | Taipei International Championships, Taïwan | Tier V    | 50 000 $  | Moquette (int.) | Brenda Schultz    | 6-4, 6-4      | Parcours |
| 5  | 01/08/1988 | Virginia Slims of San Diego, San Diego     | Tier V    | 100 000 $ | Dur (ext.)      | Ann Grossman      | 6-1, 6-1      | Parcours |

### Finales en simple dames
| No | Date       | Nom et lieu du tournoi                 | Catégorie | Dotation  | Surface    | Vainqueure     | Score    |          |
| -- | ---------- | -------------------------------------- | --------- | --------- | ---------- | -------------- | -------- | -------- |
| 1  | 28/07/1986 | Virginia Slims of San Diego, San Diego |           | 75 000 $  | Dur (ext.) | Melissa Gurney | 6-2, 6-4 | Parcours |
| 2  | 11/04/1988 | Suntory Japan Open, Tokyo              | Tier V    | 100 000 $ | Dur (ext.) | Patty Fendick  | 6-3, 7-5 | Parcours |

### Titres en double dames
| No | Date       | Nom et lieu du tournoi                   | Catégorie | Dotation  | Surface      | Partenaire           | Finalistes                      | Score         |          |
| -- | ---------- | ---------------------------------------- | --------- | --------- | ------------ | -------------------- | ------------------------------- | ------------- | -------- |
| 1  | 20/05/1991 | Internationaux de Strasbourg Strasbourg  | Tier IV   | 150 000 $ | Terre (ext.) | Lori McNeil          | Manon Bollegraf Mercedes Paz    | 6-7, 6-4, 6-4 | Parcours |
| 2  | 24/02/1992 | Matrix Essentials Evert Cup Indian Wells | Tier II   | 350 000 $ | Dur (ext.)   | Claudia Kohde-Kilsch | Jill Hetherington Kathy Rinaldi | 6-3, 6-3      | Parcours |

### Finales en double dames
| No | Date       | Nom et lieu du tournoi                  | Catégorie | Dotation  | Surface         | Vainqueures                   | Partenaire           | Score         |          |
| -- | ---------- | --------------------------------------- | --------- | --------- | --------------- | ----------------------------- | -------------------- | ------------- | -------- |
| 1  | 06/04/1992 | Suntory Japan Open Tokyo                | Tier IV   | 150 000 $ | Dur (ext.)      | Amy Frazier Rika Hiraki       | Kimiko Date          | 5-7, 7-6, 6-0 | Parcours |
| 2  | 28/09/1992 | Open Whirlpool-Ville de Bayonne Bayonne | Tier IV   | 150 000 $ | Moquette (int.) | Linda Ferrando Petra Langrová | Claudia Kohde-Kilsch | 1-6, 6-3, 6-4 | Parcours |

## Parcours en Grand Chelem

### En simple dames
| Année | Open d'Australie (janvier) | Open d'Australie (janvier) | Internationaux de France | Internationaux de France | Wimbledon       | Wimbledon         | US Open         | US Open           | Open d'Australie (décembre) | Open d'Australie (décembre) |
| ----- | -------------------------- | -------------------------- | ------------------------ | ------------------------ | --------------- | ----------------- | --------------- | ----------------- | --------------------------- | --------------------------- |
| 1984  | n/a                        | n/a                        | 1er tour (1/64)          | Myriam Schropp           | -               | -                 | 1er tour (1/64) | Barbara Potter    | -                           | -                           |
| 1985  | n/a                        | n/a                        | -                        | -                        | 3e tour (1/16)  | Steffi Graf       | 1er tour (1/64) | Terry Phelps      | -                           | -                           |
| 1986  | n/a                        | n/a                        | -                        | -                        | 1er tour (1/64) | Larisa Savchenko  | 4e tour (1/8)   | Bonnie Gadusek    | n/a                         | n/a                         |
| 1987  | -                          | -                          | 4e tour (1/8)            | Manuela Maleeva          | -               | -                 | -               | -                 | n/a                         | n/a                         |
| 1988  | -                          | -                          | 1er tour (1/64)          | Zina Garrison            | 3e tour (1/16)  | Pam Shriver       | 4e tour (1/8)   | Gabriela Sabatini | n/a                         | n/a                         |
| 1991  | -                          | -                          | 2e tour (1/32)           | C. Martínez              | 1er tour (1/64) | Mariaan de Swardt | -               | -                 | n/a                         | n/a                         |
| 1992  | 2e tour (1/32)             | Conchita Martínez          | -                        | -                        | -               | -                 | 2e tour (1/32)  | Robin White       | n/a                         | n/a                         |
| 1993  | 2e tour (1/32)             | Radka Zrubáková            | -                        | -                        | -               | -                 | -               | -                 | n/a                         | n/a                         |

À droite du résultat, l’ultime adversaire.

### En double dames
| Année | Open d'Australie           | Open d'Australie           | Internationaux de France    | Internationaux de France | Wimbledon                    | Wimbledon                 | US Open                      | US Open                     |
| ----- | -------------------------- | -------------------------- | --------------------------- | ------------------------ | ---------------------------- | ------------------------- | ---------------------------- | --------------------------- |
| 1986  | n/a                        | n/a                        | -                           | -                        | 1er tour (1/32) Mercedes Paz | E. Smylie C. Tanvier      | 1er tour (1/32) Mercedes Paz | Zina Garrison Kathy Rinaldi |
| 1988  | -                          | -                          | 1er tour (1/32) Eva Pfaff   | Penny Barg Mercedes Paz  | 2e tour (1/16) N. Jagerman   | Chris Evert W. Turnbull   | 3e tour (1/8) R. Fairbank    | Terry Phelps R. Reggi       |
| 1991  | -                          | -                          | 1er tour (1/32) Lori McNeil | Kathy Jordan M. McGrath  | 2e tour (1/16) A. Temesvári  | G. Fernández Jana Novotná | -                            | -                           |
| 1992  | 1/2 finale B. Schultz      | MJ Fernández Zina Garrison | -                           | -                        | -                            | -                         | 3e tour (1/8) Sandy Collins  | R. McQuillan C. Porwik      |
| 1993  | 2e tour (1/16) Patricia Hy | F. Labat P. Tarabini       | -                           | -                        | -                            | -                         | -                            | -                           |

Sous le résultat, la partenaire ; à droite, l’ultime équipe adverse.

### En double mixte
| Année | Open d'Australie            | Open d'Australie          | Internationaux de France     | Internationaux de France  | Wimbledon                     | Wimbledon               | US Open | US Open |
| ----- | --------------------------- | ------------------------- | ---------------------------- | ------------------------- | ----------------------------- | ----------------------- | ------- | ------- |
| 1988  | -                           | -                         | 2e tour (1/16) Davis Lewis   | Tine Scheuer M. Mortensen | 1er tour (1/32) Leif Shiras   | Navrátilová E. Sánchez  | -       | -       |
| 1991  | -                           | -                         | 2e tour (1/16) Paul Annacone | R. Fairbank Danie Visser  | 1er tour (1/32) Paul Annacone | E. Smylie J. Fitzgerald | -       | -       |
| 1992  | 1/4 de finale G. Ivanišević | A. Sánchez T. Woodbridge  | -                            | -                         | -                             | -                       | -       | -       |
| 1993  | 2e tour (1/8) Danie Visser  | Pam Shriver Sandon Stolle | -                            | -                         | -                             | -                       | -       | -       |

Sous le résultat, le partenaire ; à droite, l’ultime équipe adverse.

## Classements WTA en fin de saison

### En simple
| Année | 1985 | 1986 | 1987 | 1988 | 1990 | 1991 | 1992 |
| Rang  | 18   | 19   | 28   | 14   | 58   | 125  | 74   |

Source : (en) « Classements de Stephanie Rehe », sur le site officiel du WTA Tour

### En double
| Année | 1986 | 1987 | 1988 | 1990 | 1991 | 1992 |
| Rang  | 88   | 80   | 61   | -    | 45   | 12   |

Source : (en) « Classements de Stephanie Rehe », sur le site officiel du WTA Tour